# Édgar Valcárcel
Édgar Valcárcel Arze (født 4. december 1932 i Puno - død 10. marts 2010 i Lima, Peru) var en peruviansk komponist, pianist, leder og lærer.
Valcárcel studerede komposition og klaver på Det Nationale Musikkonservatorium i Lima. Han fik tildelt et stipendium, som gjorde det muligt for ham at studere på Hunter College i New York. Senere studerede han elektronisk musik på Columbia University i Princeton. Valcárcel skrev en symfoni, en sinfonietta, orkesterværker, kammermusik, koncertmusik, korværker, elektroniskmusik, messer, kantater, hymner og solostykker for bl.a. klaveret. Han var i sine sidste år leder og lærer på Newton College i La Molina regionen i Lima. Valcárcel´s kompositoriske stil var klassisk avantgarde musik forenet med peruviansk folklore fra Andesbjergene. Han hører til de betydningfulde klassiske modernister fra Peru.

## Udvalgte værker
- Symfoni (1974) - for orkester
- Sinfonietta (1956) - for træblæsere og strygeorkester
- "Queñua" (1962) (Symfonisk studie) - for orkester
- "Karabotasat Cutintapata" (karbotasat fejlbehandling) (1977) - for orkester
- Klaverkoncert (1968) - for klaver og orkester
- Klarinetkoncert nr. 1 (1959) - for klarinet og orkester
- Klarinetkoncert nr. 2 "Acora" (1989) - for klarinet og orkester
- Guitarkoncert (1984) - for guitar og orkester
- "Hyldest til Manuel de Falla" (1998) - for sopran og blæserorkester
- "Sonisk Zampoña" (1968) - for fløjte og bånd
- "Billed Suite" (1950) - for klaver
- "Pygmalion Suite" (1952) - for klaver